# Germán Basualdo
Germán Rodrigo Basualdo (Buenos Aires, 7 marzo 1984) è un ex calciatore argentino, di ruolo centrocampista.

## Caratteristiche tecniche
È un centrocampista centrale.

## Palmarès
- Campionato argentino: 1

Argentinos Juniors: 2010 (C)